# ميروسلاف ايفانوف
ميروسلاف ايفانوف (بالتشيكية: Miroslav Ivanov)‏ (و. 1929 – 1999 م) هو كاتب، ومؤرخ أدبي، ولاعب كرة قدم، وصحفي، من التشيك، توفي في براغ، عن عمر يناهز 70 عاماً.